# Sauromalus
Sauromalus is een geslacht van hagedissen uit de familie leguanen (Iguanidae).

## Naam en indeling
De wetenschappelijke naam van de groep werd voor het eerst voorgesteld door André Marie Constant Duméril in 1856. Er zijn vijf soorten, die verschillen en uiterlijk en verspreidingsgebied.

### Soorten
Het geslacht omvat de volgende soorten, met de auteur en het verspreidingsgebied.
| Naam                                | Auteur             | Verspreidingsgebied      |
| ----------------------------------- | ------------------ | ------------------------ |
| Gewone chuckwalla (Sauromalus ater) | Duméril, 1856      | Mexico, Verenigde Staten |
| Sauromalus hispidus                 | Stejneger, 1891    | Mexico                   |
| Sauromalus klauberi                 | Shaw, 1941         | Mexico                   |
| Sauromalus slevini                  | Van Denburgh, 1922 | Mexico                   |
| Sauromalus varius                   | Dickerson, 1919    | Mexico                   |

## Uiterlijke kenmerken
Alle soorten zijn opvallend breed en plat. De lichaamskleur is bruin tot grijs, sommige soorten hebben rode of gele kleuren aan de staart. Jongere exemplaren en veel vrouwtjes hebben een bandering op het lichaam en de staart. Oudere exemplaren kunnen erg log worden. De huid is bedekt met kleine ronde schubben.

## Levenswijze
De verschillende soorten zonnen veel en spenderen een groot deel van de dag op de rotsen. Bij verstoring kruipen de dieren in een rotsspleet en zuigen zich vol met lucht. Hierdoor blijven ze mede dankzij de schuurpapier-achtige huid muurvast zitten en zijn niet los te krijgen zonder gebruik te maken van gereedschappen. De vrouwtjes zetten eieren af die ze in de bodem begraven.

## Verspreiding en habitat
Alle soorten komen voor in delen van Noord-Amerika en leven in de landen Mexico en de Verenigde Staten.
De habitat bestaat uit droge, warme gebieden, zoals scrubland, rotsige streken met lavastenen, kliffen en rotsen in kuststreken en in gematigde woestijnen. De gewone chuckwalla komt ook voor in hete woestijnen.

## Beschermingsstatus
Door de internationale natuurbeschermingsorganisatie IUCN is aan alle soorten een beschermingsstatus toegewezen. Een soort wordt als 'veilig' beschouwd (Least Concern of LC), een soort als 'gevoelig' (Near Threatened of NT) en een soort als 'bedreigd' (Endangered of EN). Twee soorten worden gezien als 'kwetsbaar' toegewezen (Vulnerable of VU).